# Esenbeckia macrantha
Esenbeckia macrantha là một loài thực vật có hoa trong họ Cửu lý hương. Loài này được Rose mô tả khoa học đầu tiên năm 1897.